# Bacoor

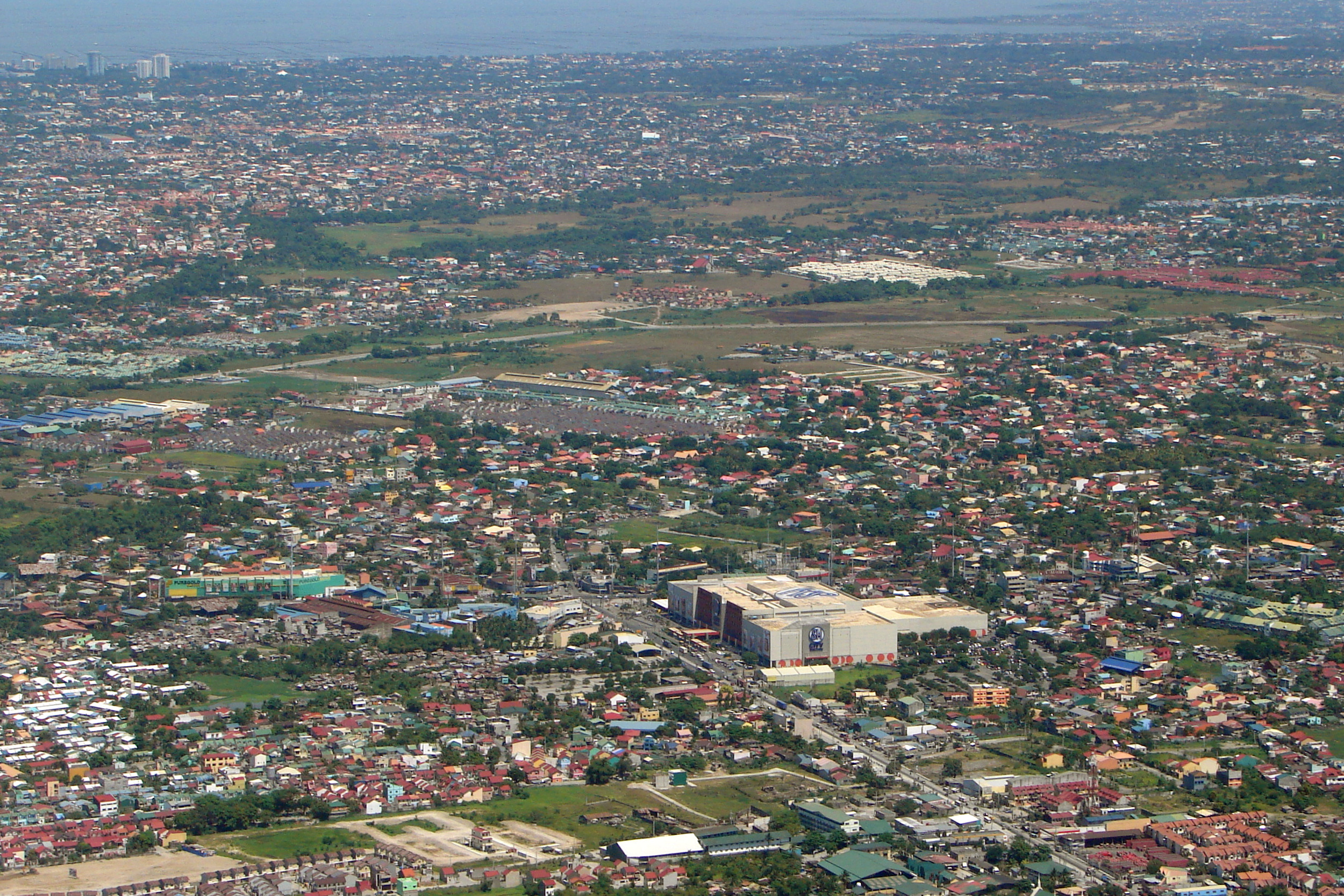

Bacoor (offiziell: Municipality of Bacoor; Filipino: Bayan ng Bakoor) ist eine philippinische Stadtgemeinde in der Provinz Cavite.
Sie hat 600.609 Einwohner (Zensus 1. August 2015). Bacoor ist nach Dasmariñas der Ort mit der zweithöchsten Einwohnerzahl und mit der höchsten Bevölkerungsdichte in der Provinz Cavite.

## Geografie
Bacoor liegt an der Südostküste der Manila Bay im Nordwesten der Provinz Cavite. Im Osten grenzen Las Piñas City und Muntinlupa City in der Hauptstadtregion Metro Manila an Bacoor. Im Süden grenzt Dasmariñas und im Westen Kawit, beide in der Provinz Cavite, an Bacoor. Las Piñas ist durch den Fluss Zapote von Bacoor getrennt.
Die Lage Bacoors südwestlich von Metro Manila macht es zu einem wichtigen „Tor“ zur Hauptstadtregion Metro Manila. Diese Bedeutung wird besonders durch die Lage des südlichen Ende des Manila-Cavite Expressways auf dem Gebiet der Stadtgemeinde verstärkt.

## Wirtschaft
Bacoor hat sich von einer landwirtschaftlich dominierten Region in ein Wirtschaftszentrum entwickeln. Handel und der Dienstleistungssektor spielen dabei die wichtigste Rolle. Die Fischerei und die Fischverarbeitung haben in den letzten Jahren starke Einbußen erlitten, da aufgrund der Umweltverschmutzung die Ausbeute im Fischfang stark gesunken ist. Der industrielle Sektor spielt zurzeit nur eine untergeordnete Rolle. Es gibt aber Projekte zur industriellen Entwicklung, wie beispielsweise Unternehmen der Baumwollindustrie in Bacoor anzusiedeln.

## Religionen
Katholizismus ist die dominierende Religion in Bacoor, hauptsächlich bedingt durch die Zuwanderung aus Metro Manila. Die alteingesessenen Einwohner Bacoors sind überwiegend Mitglieder der Aglipaya Church. Die Aglipaya Church hat eine lange und wechselreiche Geschichte in Bacoor. Die Aglipayan Church in Bacoor war eine der ersten katholischen Gemeinden der Philippinen, die sich der neuen Bewegung anschloss. Der katholische Priester Fortunato Clemena wurde der erste Priester und der erste Bischof der Aglipayan Church von Cavite während des Schismas.
Die meisten der ersten Mitglieder waren Katipuneros, angeführt von General Mariano Noriel.
Eine muslimische Minderheit, die zu den Ethnien der Moros und Bajau gehören, leben im Zapotegebiet, wo es auch ein paar Moscheen gibt.

## Bürgermeister von Bacoor
- Angelito Miranda (elected 1988; assassinated a few days later)
- Buencamino Cruz (1988–1992)
- Victor Miranda (1992–1996)
- Jose Ignacio Francisco (1996–1998)
- Jessie Castillo (1998–2007)
- Strike Revilla (2007–)

## Baranggays
Bacoor ist politisch in 73 Baranggays unterteilt.
- Alima
- Aniban I
- Banalo
- Bayanan
- Daang Bukid
- Digman
- Dulong Bayan
- Habay I
- Kaingin (Pob.)
- Ligas I
- Mabolo I
- Maliksi I
- Mambog I
- Molino I
- Niog I
- P.F. Espiritu I (Panapaan I)
- Real I
- Salinas I
- San Nicolas I
- Sineguelasan
- Tabing Dagat
- Talaba I
- Zapote I
- Queens Row Central
- Queens Row East
- Queens Row West
- Aniban II
- Aniban III
- Aniban IV
- Aniban V
- Camposanto
- Habay II
- Ligas II
- Ligas III
- Mabolo II
- Mabolo III
- Maliksi II
- Maliksi III
- Mambog II
- Mambog III
- Mambog IV
- Mambog V
- Molino II
- Molino III
- Molino IV
- Molino V
- Molino VI
- Molino VII
- Niog II
- Niog III
- P.F. Espiritu II (Panapaan II)
- P.F. Espiritu III (Panapaan III)
- P.F. Espiritu IV (Panapaan IV)
- P.F. Espiritu V (Panapaan V)
- P.F. Espiritu VI (Panapaan VI)
- P.F. Espiritu VII (Panapaan VII)
- P.F. Espiritu VIII (Panapaan VIII)
- Real II
- Salinas II
- Salinas III
- Salinas IV
- San Nicolas II
- San Nicolas III
- Talaba II
- Talaba III
- Talaba IV
- Talaba V
- Talaba VI
- Talaba VII
- Zapote II
- Zapote III
- Zapote IV
- Zapote V

## Bildung
Bacoor entwickelt sich sehr schnell zu einem Zentrum für Bildung in der Provinz Cavite. Einige der Bildungseinrichtungen sind:
- St. Elizabeth Seton School - Main
- St Elizabeth Seton School - South
- Cavite School Of Life
- Theresian School of Cavite
- Divine Light Academy – Molino
- St. Dominic College of Arts and Sciences
- School of St. Mark (ehemals Cavite School of St. Mark)
- St. Peregrine's Institute
- Imus Computer College – Bacoor Branch
- University of Perpetual Help Rizal – Molino Branch
- Bacoor Parish School
- St. Michael’s Institute
- Statefields School Inc.
- Cavite Christian School
- Woodridge College
- Peak Hills School
- Saint Alphonsus Ligouri Integrated School
- St. Francis Institute Learning And Business High School

## Söhne und Töchter
- Teodoro Buhain (1937–2024), römisch-katholischer Geistlicher, Weihbischof in Manila
- John Jalique (* 2004), Fußballspieler